# Eggenthal
Eggenthal è un comune tedesco di 1 281 abitanti, situato nel land della Baviera.